# 高橋辰二
高橋 辰次（たかはし たつじ、1868年2月27日（慶応4年2月5日） - 1959年（昭和34年）1月14日）は、日本の政治家。衆議院議員（2期）。

## 経歴
山形県出身。1884年、山形県師範学校卒。小学校訓導、大塚村(現・川西町)議会議員、同村長、山形県会議員、同参事会員、地方森林会議員を務める。また、第百二十五銀行、置賜製糸(株)各取締役、宮内製糸(株)社長、山形信用購買販売利用組合連合会長となる。
1917年の第13回衆議院議員総選挙において山形県郡部から立憲政友会公認で立候補してトップ当選する。1920年の第14回衆議院議員総選挙では山形4区から立候補して再選する。衆議院議員を2期務めた。1924年の第15回衆議院議員総選挙には立候補しなかった。1959年死去。